# Zwiepse Molen
De Zwiepse Molen is een korenmolen aan de Zwiepseweg in Zwiep (gemeente Lochem) in de Nederlandse provincie Gelderland.
De molen is in 1851 gebouwd nabij de Diepe Put op de Zwiepse Berg bij Barchem. De molen is vanwege een slechte windvang diverse malen verplaatst, de laatste keer in 1880. Sinds 1992 wordt de molen beheerd door de Stichting Behoud Zwiepse Molen.
De molen heeft één maalkoppel met 16der (140 cm doorsnede) kunststenen en een elektrisch aangedreven maalstoel. Vroeger was er ook een pelkoppel aanwezig wat nog te zien is aan de slagbalken op de steenzolder.

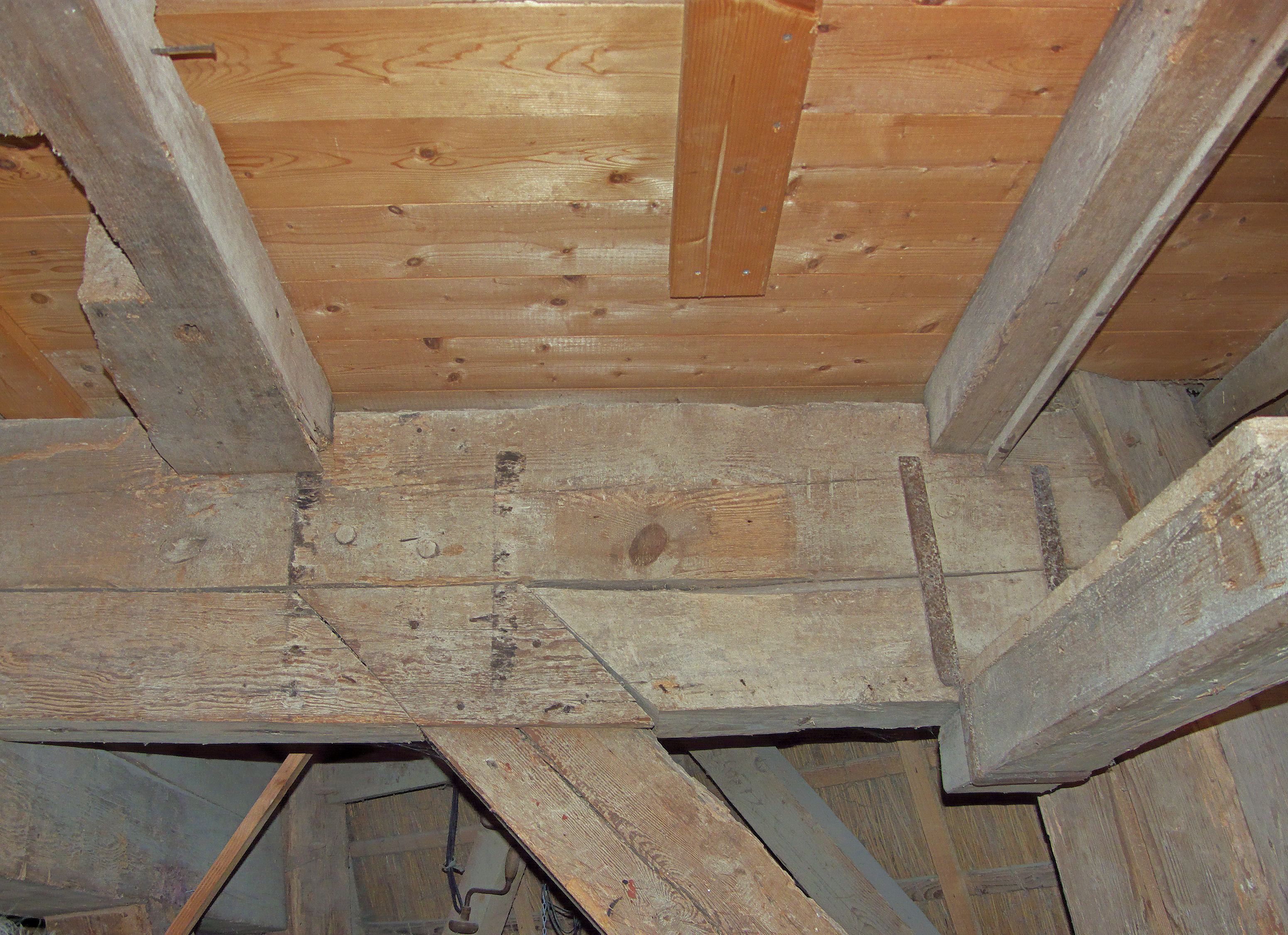
Tussenzolderslagbalken van voormalig pelkoppel

Het gevlucht heeft op de binnenroede fokwieken volgens het systeem ontwikkeld door ir. P.L. Fauël; de buitenroede is oudhollands opgehekt. Het moment van opengaan van de remklep wordt, voordat met draaien begonnen wordt, met de hand ingesteld door een veer op een bepaalde spanning te zetten. Hiervoor zit op het hekwerk een ijzeren strip met gaten. De 22,50 m lange, gelaste roeden stammen uit 1994 en zijn gemaakt door de firma Groot Wesseldijk uit Laren. De buitenroe heeft nummer 50.
De molen wordt gevangen (geremd) met een Vlaamse vang bestaande uit vier vangstukken en die bediend wordt met een wipstok.
De bovenas uit waarschijnlijk 1896 is van de ijzergieterij De Prins van Oranje te 's Hage en heeft het nummer 1466.
De kap wordt gekruid met een kruiwiel; het kruiwerk bestaat uit een Engels kruiwerk met houten rollenwagens.
De luiwerken bestaan uit een door de molen aangedreven sleepluiwerk en een elektrisch aangedreven luiwerk.

## Generator
Op de plaats van een maalkoppel is een generator van een Deense fabrikant geplaatst, die rechtstreeks wordt aangedreven door het spoorwiel. De Zwiepse molen is de eerste molen in Nederland die met een dergelijke generator was uitgerust. Inmiddels is de generator buiten werking gesteld en zijn er drie staven uitgehaald.

## Overbrengingen
- Het bovenwiel heeft 61 kammen met een steek van 11,8 cm.
- De bonkelaar heeft 34 kammen

De koningsspil draait hierdoor 1,794 keer sneller dan de bovenas.
- Het spoorwiel heeft 87 kammen met ook een steek van 11,8 cm.
- De steenschijfloop heeft 22 staven

De steenspil draait hierdoor 3,954 keer sneller dan de koningsspil. De maalstenen draaien 7,095 keer sneller dan de bovenas.

## Fotogalerij

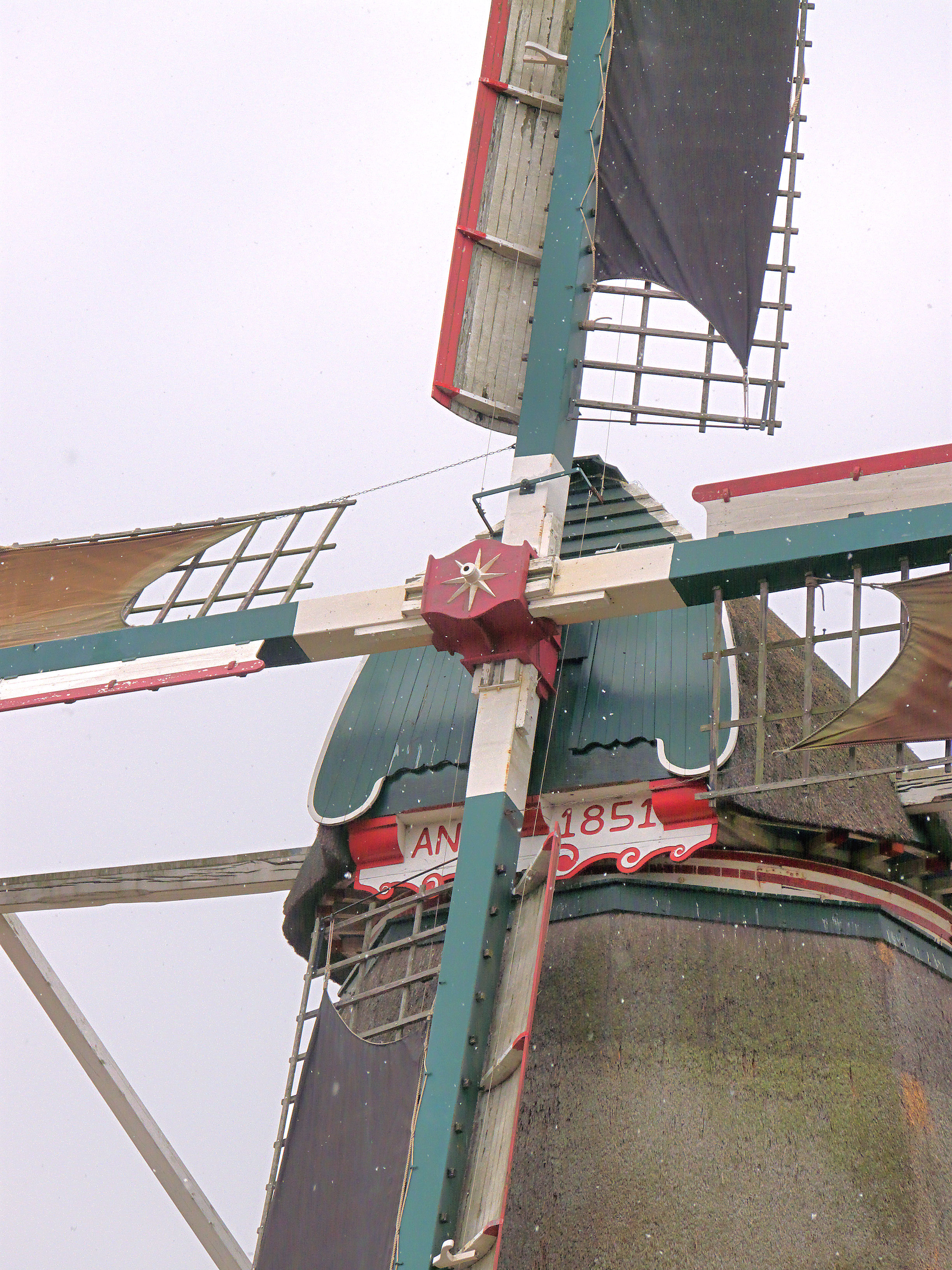
Askop en baard
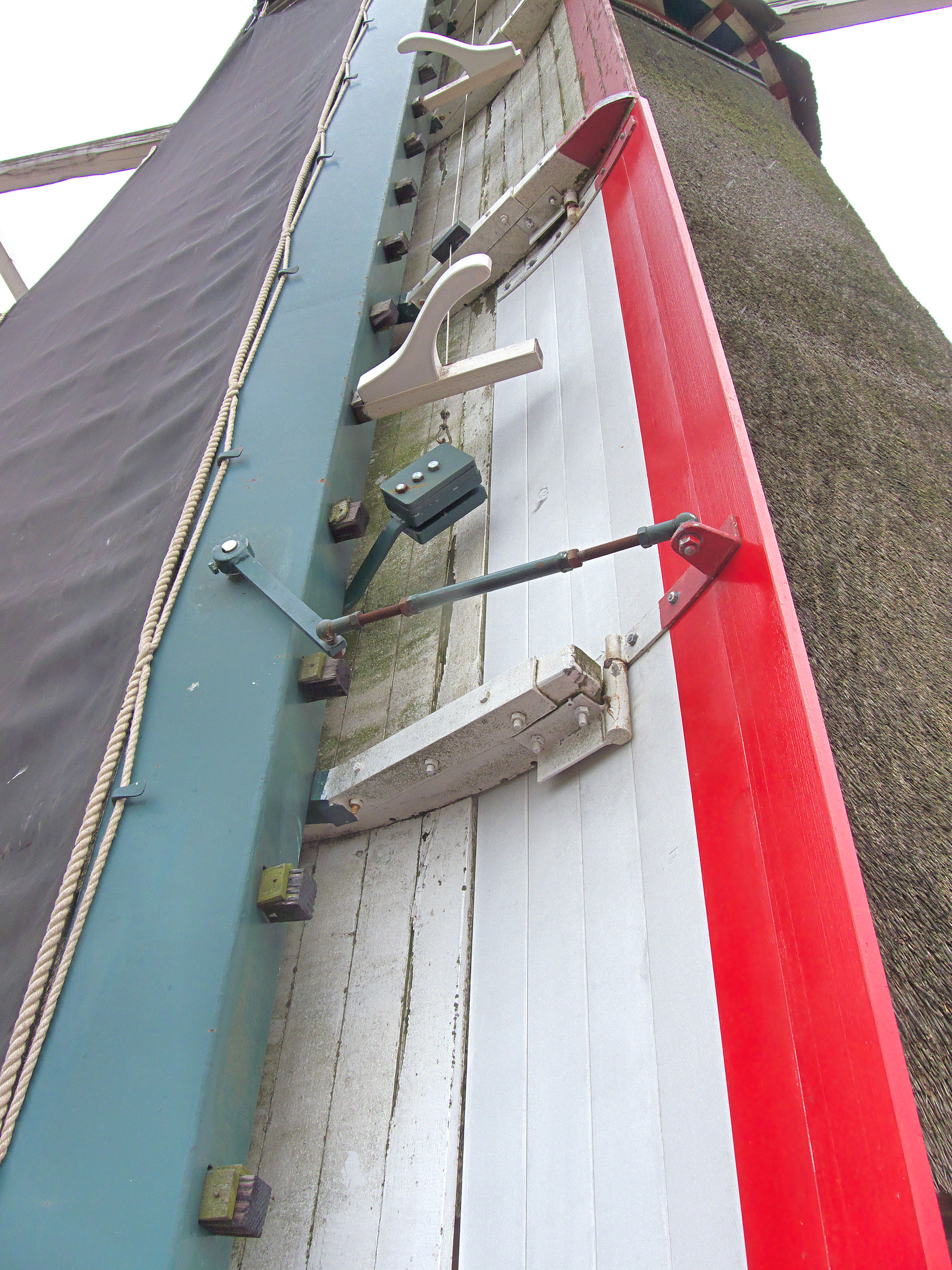
Fokwiek
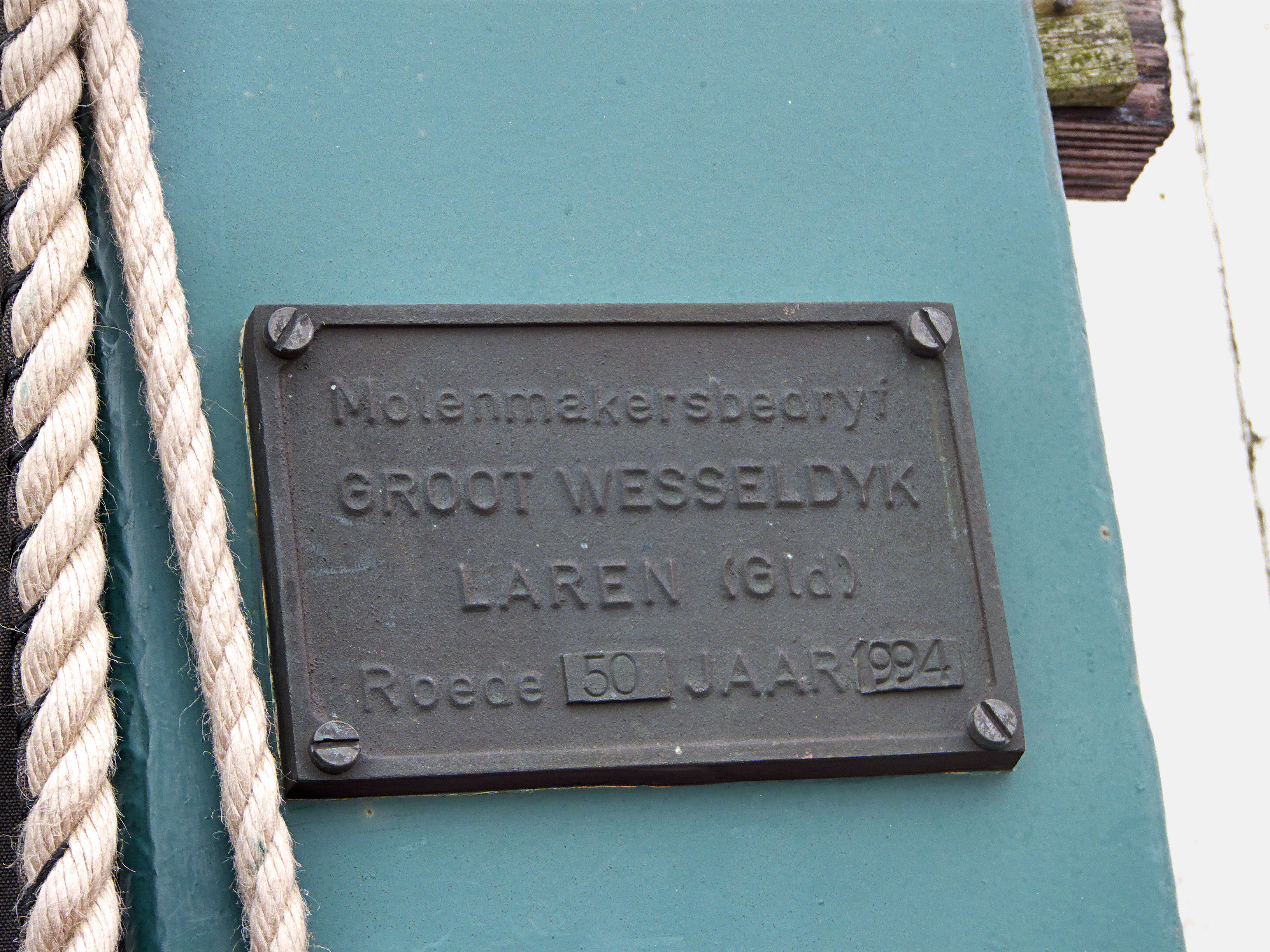
Buitenroeplaatje
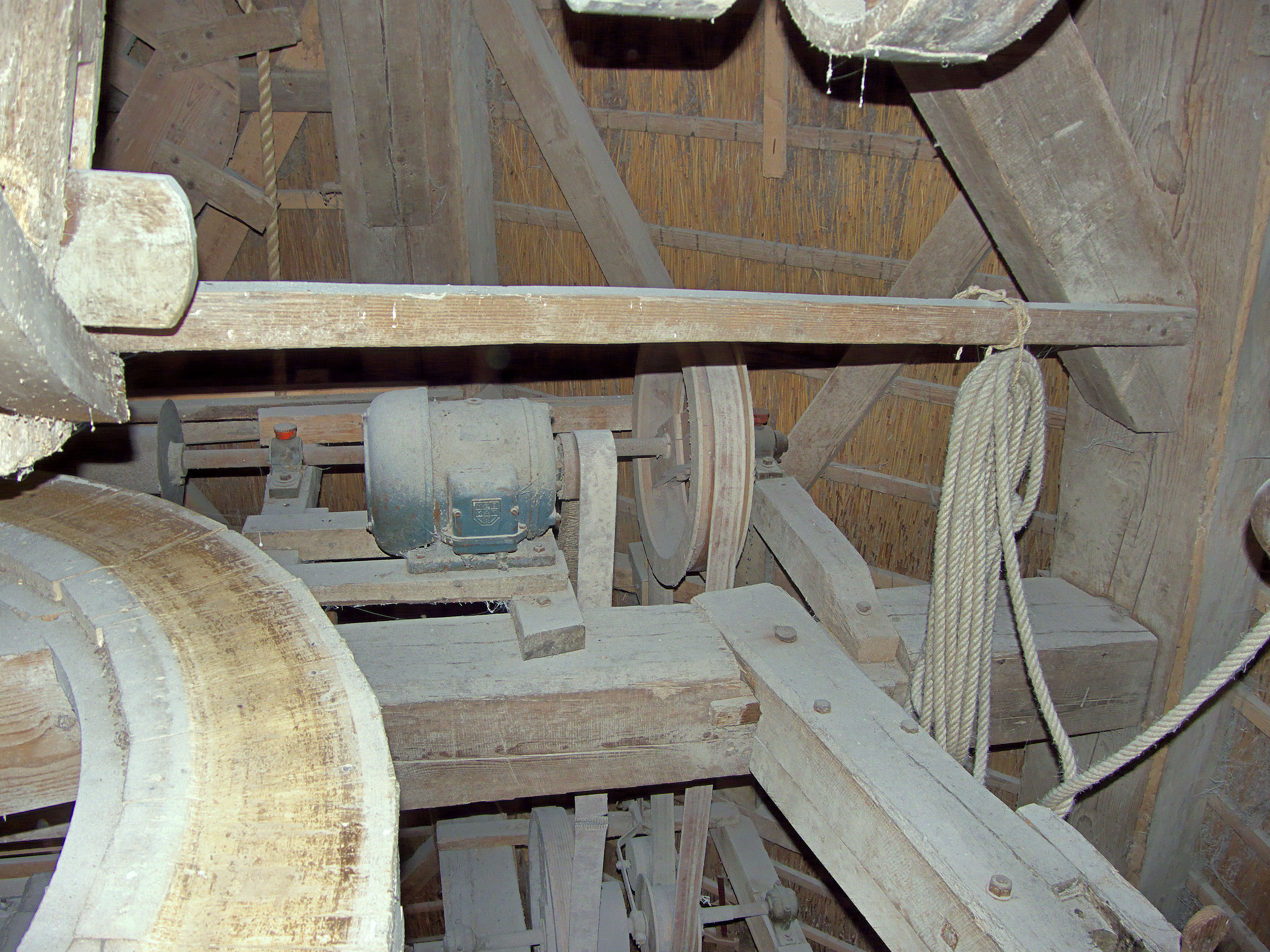
Elektrische aandrijving luiwerk
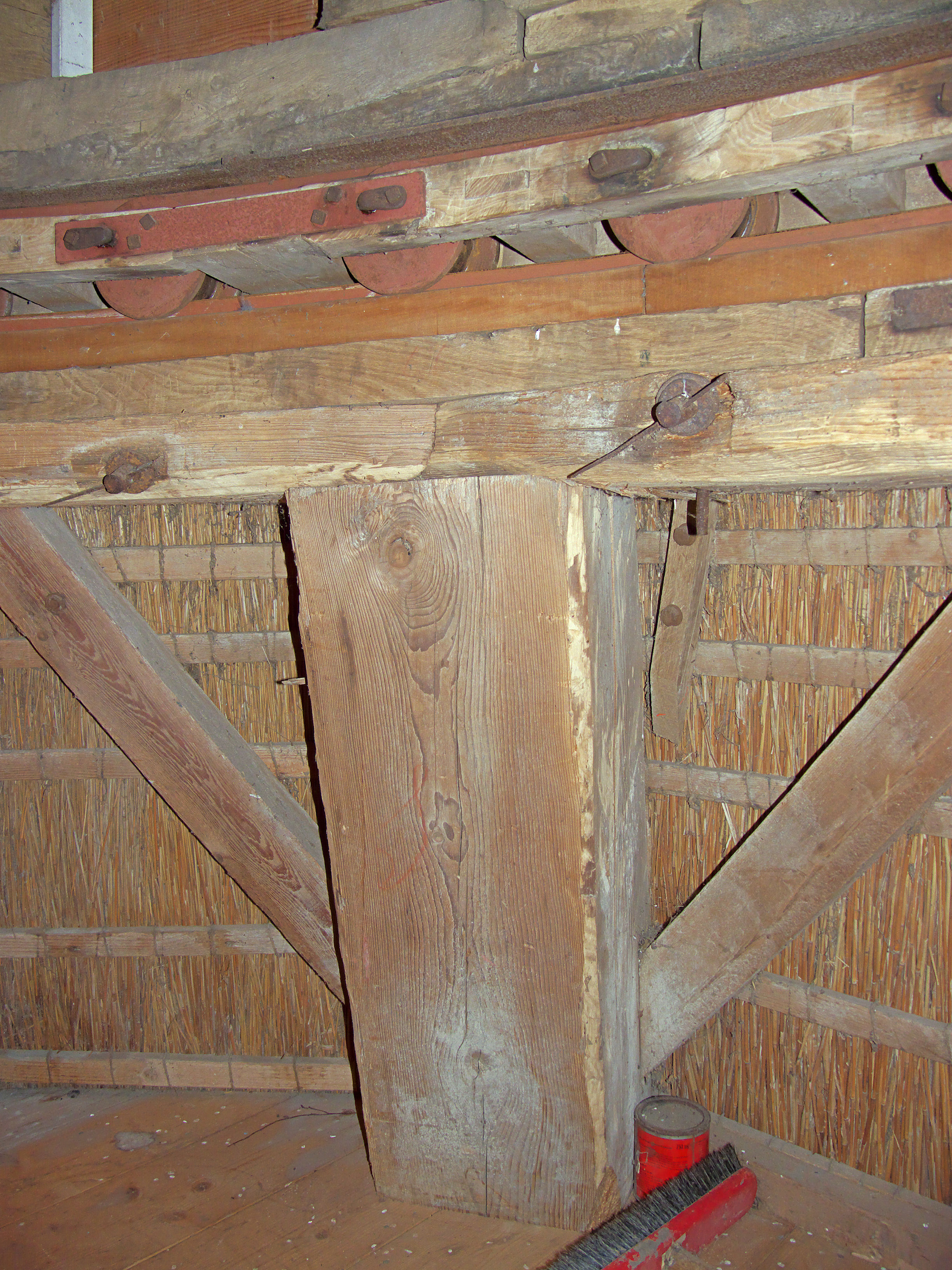
Engels kruiwerk met houten rollenwagens
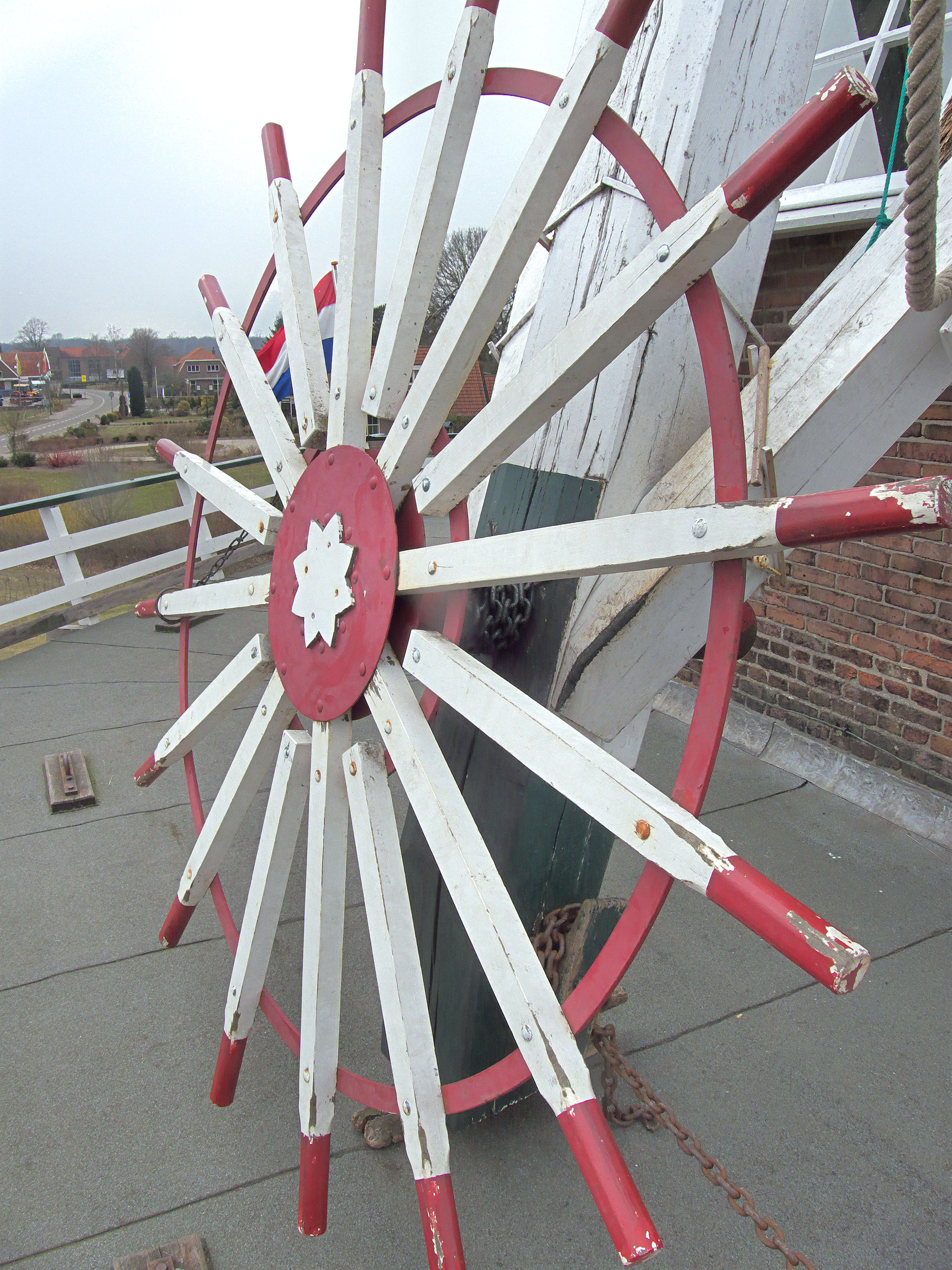
Kruiwiel
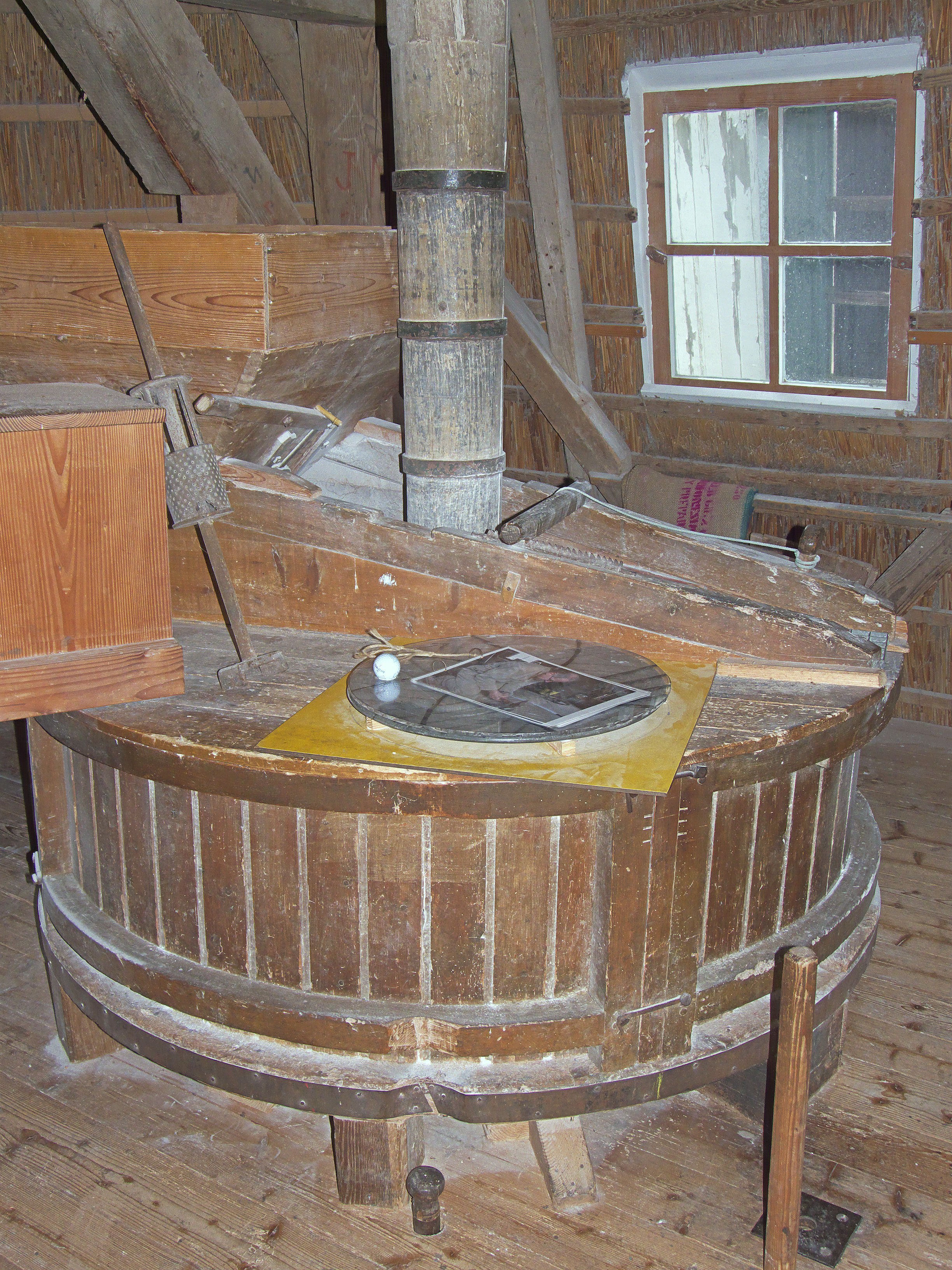
Maalkoppel
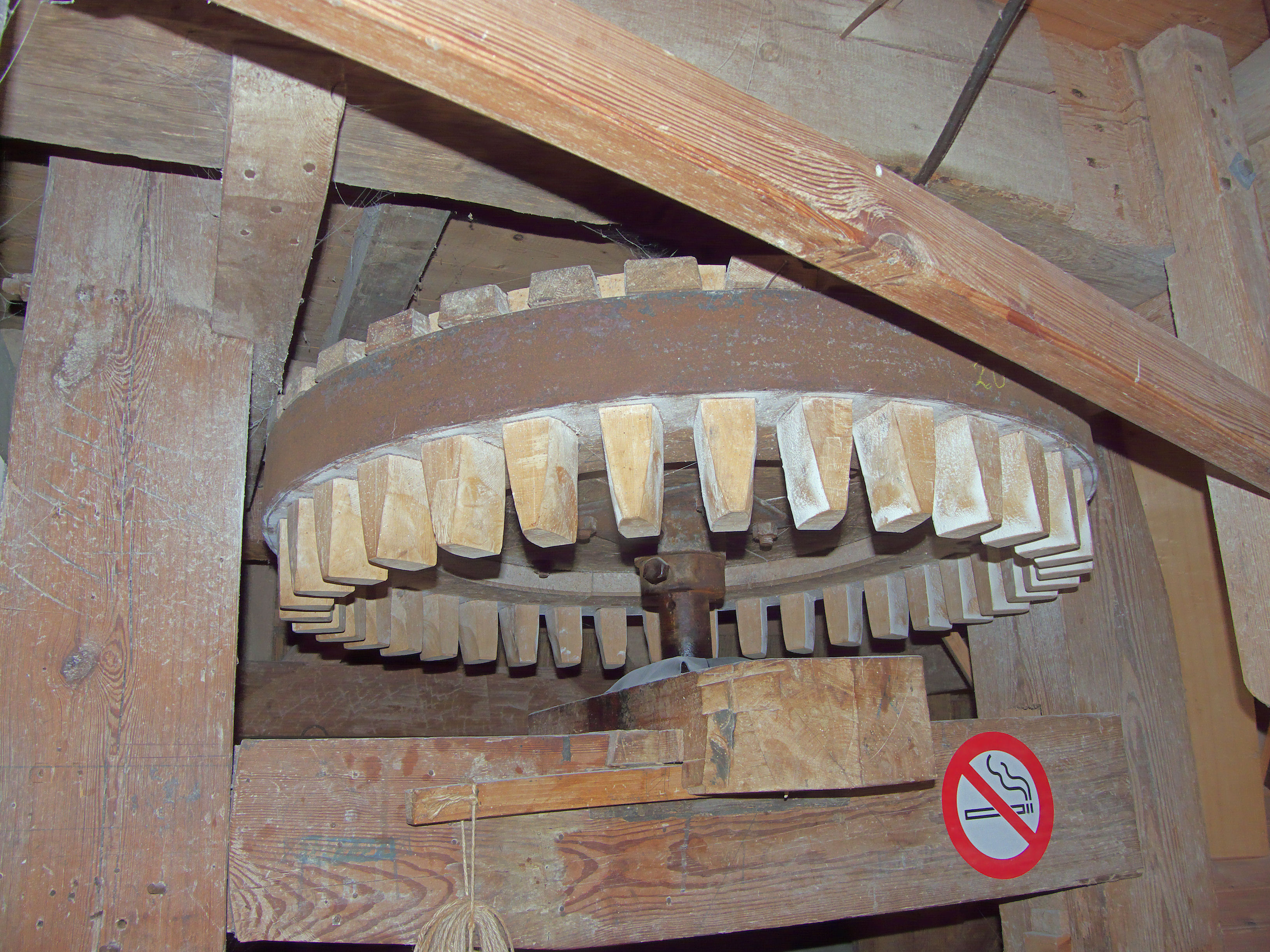
Aandrijving op bolspil van maalkoppel
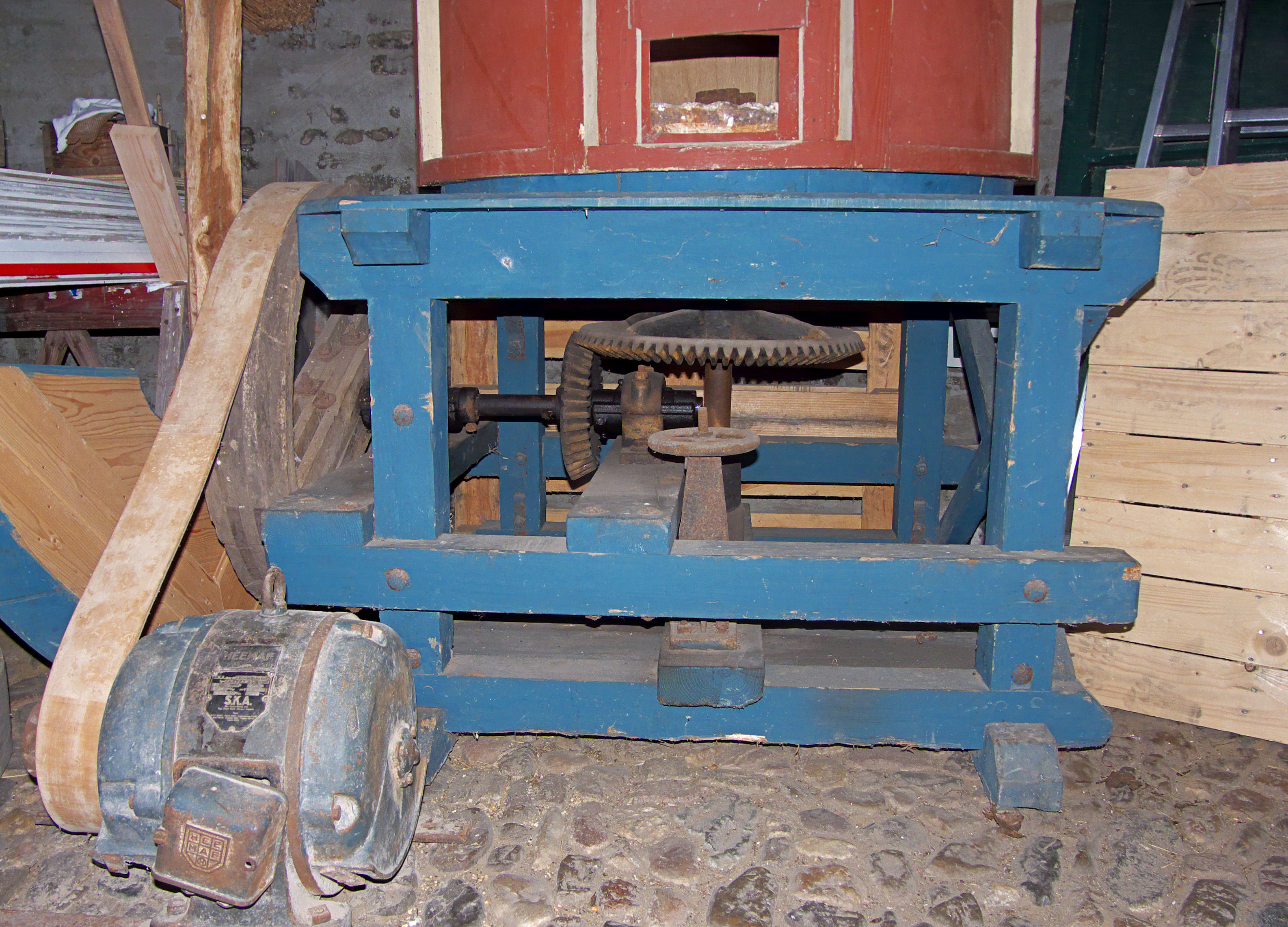
Maalstoel
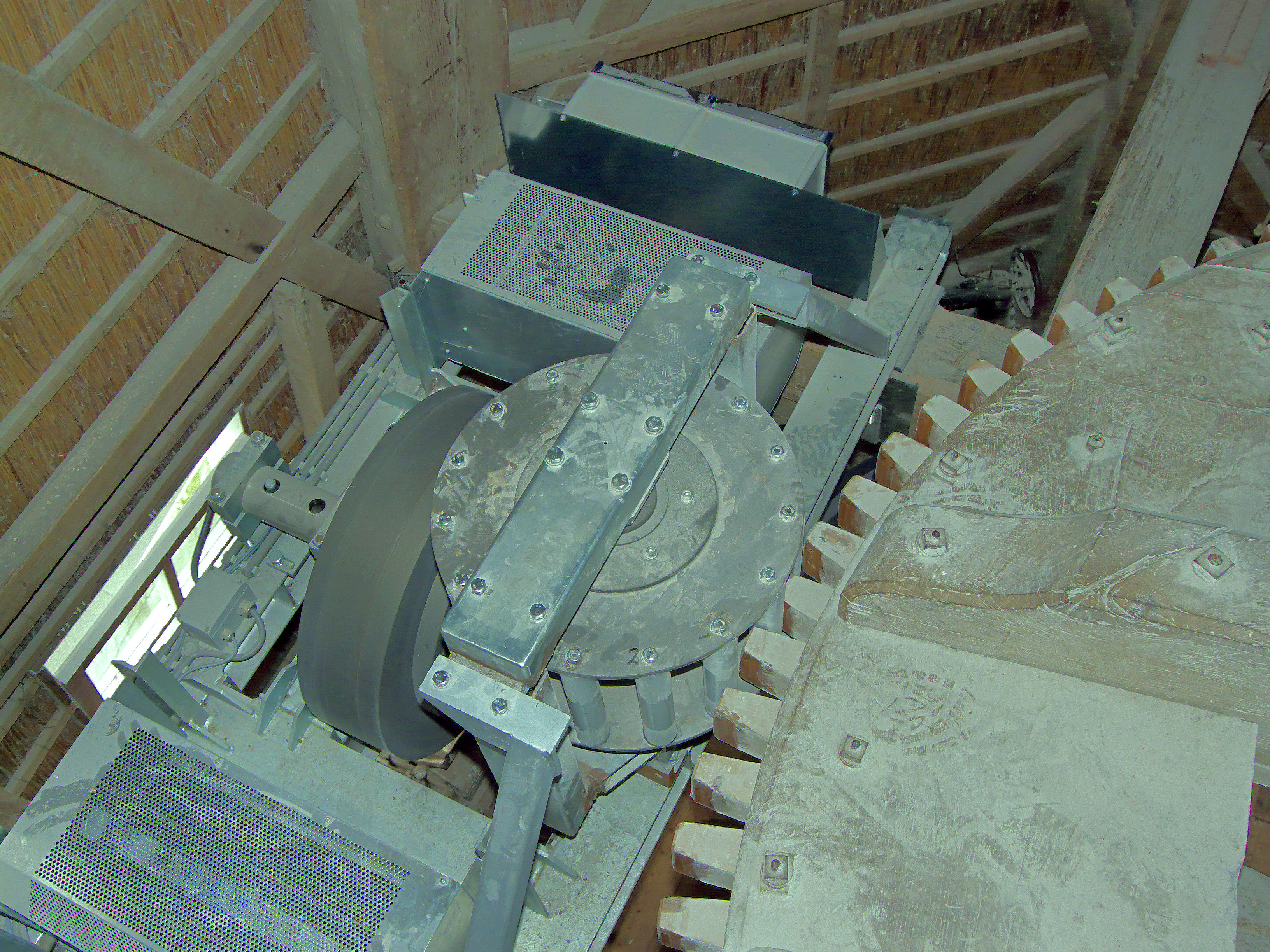
Generator